# Leptura annularis
Leptura annularis là một loài bọ cánh cứng trong họ Cerambycidae.

## Hình ảnh

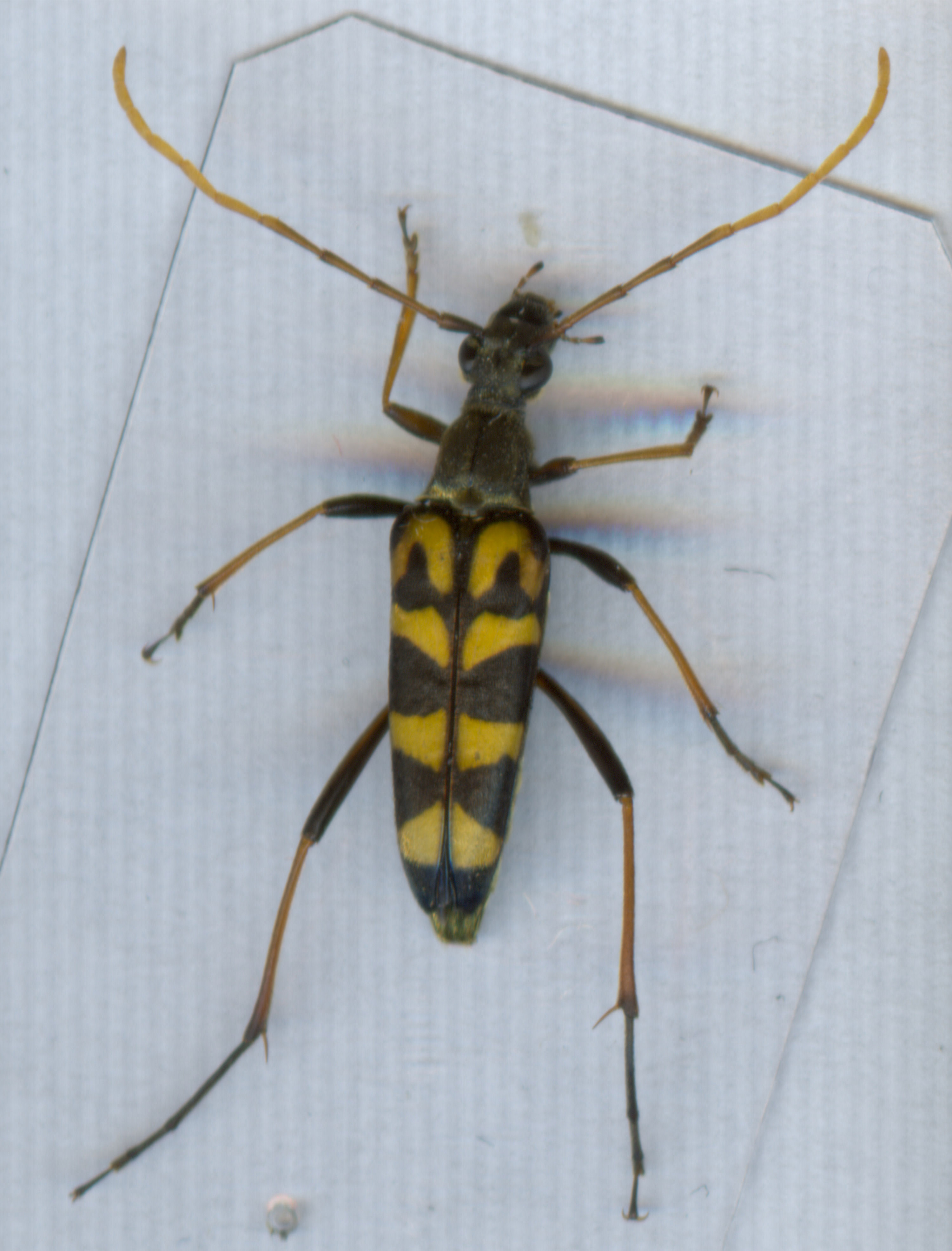